# Discografia de Tim Maia
Este anexo lista a discografia do cantor brasileiro Tim Maia.

## Álbuns

### Álbuns de estúdio
| Ano  | Álbum | Melhores posições | Vendas      | Certificações |
| ---- | --- | ----------------- | ----------- | ------------- |
| 1970 | Tim Maia - Lançamento: 1970 - Formato: LP, K7 - Gravadora: Polydor                                                 | 1                 | : + 200 mil | BRA: Ouro     |
| 1971 | Tim Maia - Lançamento: 1971 - Formato: LP, K7 - Gravadora: Polydor                                                 |                   |             |               |
| 1972 | Tim Maia - Lançamento: 1972 - Formato: LP, K7 - Gravadora: Polydor                                                 |                   |             |               |
| 1973 | Tim Maia - Lançamento: 1973 - Formato: LP, K7 - Gravadora: Polydor                                                 |                   | : + 200 mil | BRA: Ouro     |
| 1975 | Tim Maia Racional, Vol. 1 - Lançamento: 1975 - Formato: LP - Gravadora: Seroma                                     |                   | : + 38 mil  |               |
| 1975 | Tim Maia Racional, Vol. 2 - Lançamento: 1975 - Formato: LP - Gravadora: Seroma                                     |                   | : + 20 mil  |               |
| 1976 | Tim Maia - Lançamento: 1976 - Formato: LP, K7 - Gravadora: Polydor                                                 |                   |             |               |
| 1976 | Tim Maia em Inglês - Lançamento: 1976 - Formato: LP - Gravadora: Seroma                                            |                   |             |               |
| 1977 | Tim Maia - Lançamento: 1977 - Formato: LP, K7 - Gravadora: Som Livre                                               |                   |             |               |
| 1978 | Disco Club - Lançamento: 1978 - Formato: LP, K7 - Gravadora: Atlantic                                              |                   |             |               |
| 1979 | Reencontro - Lançamento: 1979 - Formato: LP, K7 - Gravadora: Odeon                                                 |                   |             |               |
| 1980 | Tim Maia - Lançamento: 1980 - Formato: LP, K7 - Gravadora: Polydor                                                 |                   |             |               |
| 1982 | Nuvens - Lançamento: 1982 - Formato: LP - Gravadora: Seroma                                                        |                   | : + 20 mil  |               |
| 1983 | O Descobridor dos Sete Mares - Lançamento: 1983 - Formato: LP, K7 - Gravadora: Lança                               |                   | : + 100 mil | BRA: Ouro     |
| 1984 | Sufocante - Lançamento: 1984 - Formato: LP, K7 - Gravadora: Lança                                                  |                   |             |               |
| 1985 | Tim Maia - Lançamento: 1985 - Formato: LP, K7 - Gravadora: RCA                                                     |                   |             |               |
| 1986 | Tim Maia - Lançamento: 1986 - Formato: LP, K7 - Gravadora: GEL Continental                                         |                   |             |               |
| 1987 | Somos América - Lançamento: 1987 - Formato: LP, K7 - Gravadora: GEL Continental                                    |                   |             |               |
| 1988 | Carinhos - Lançamento: 1988 - Formato: LP, K7, CD - Gravadora: RCA                                                 |                   |             |               |
| 1990 | Dance Bem - Lançamento: 1990 - Formato: LP, K7, CD - Gravadora: Vitória Régia Discos                               |                   |             |               |
| 1990 | Tim Maia interpreta Clássicos da Bossa Nova - Lançamento: 1990 - Formato: LP, CD - Gravadora: Vitória Régia Discos |                   |             |               |
| 1994 | Voltou Clarear - Lançamento: 1994 - Formato: LP, K7, CD - Gravadora: Vitória Régia Discos                          |                   |             |               |
| 1995 | Nova Era Glacial - Lançamento: 1995 - Formato: LP, K7, CD - Gravadora: Continental, Warner Music Brasil            |                   |             |               |
| 1997 | Tim Maia & Os Cariocas: Amigos do Rei - Lançamento: 1997 - Formato: CD - Gravadora: Vitória Régia Music            |                   |             |               |
| 1997 | Pro Meu Grande Amor - Lançamento: 1997 - Formato: CD - Gravadora: Vitória Régia Music                              |                   |             |               |
| 1997 | What a Wonderful World - Lançamento: 1997 - Formato: CD - Gravadora: Paradoxx Music                                |                   |             |               |
| 1997 | Só Você (Para Ouvir e Dançar) - Lançamento: 1997 - Formato: CD - Gravadora: Vitória Régia Music                    |                   |             |               |
| 1997 | Sorriso de Criança - Lançamento: 1997 - Formato: CD - Gravadora: Vitória Régia Music                               |                   |             |               |
| 2011 | Tim Maia Racional, Vol. 3 (póstumo) - Lançamento: 2011 - Formato: CD - Gravadora: Abril Coleções                   |                   |             |               |
| 2021 | Yo Te Amo (póstumo) - Lançamento: 2021 - Formato: Download digital - Gravadora: Vitória Régia Music                |                   |             |               |

### Álbuns ao vivo
| Ano  | Álbum                                                                                     |
| ---- | ----------------------------------------------------------------------------------------- |
| 1992 | Tim Maia ao Vivo - Lançamento: 1992 - Formato: LP, K7, CD - Gravadora: WEA                |
| 1998 | Tim Maia ao Vivo II - Lançamento: 1998 - Formato: CD - Gravadora: Paradoxx Music          |
| 2007 | Tim Maia in Concert (póstumo) - Lançamento: 2007 - Formato: CD, DVD - Gravadora: Sony BMG |

### Coletâneas
- 1974 - Autógrafos De Sucesso
- 1977 - Tim Maia e Convidados
- 1983 - Tim Maia, Cassiano e Hyldon: Velhos Camaradas
- 1991 - Sossego
- 1993 - Tim Maia Romântico
- 1993 - Tim Maia
- 1998 - O Melhor de Tim Maia
- 1998 - Tim Maia, Cassiano e Hyldon: Velhos Camaradas
- 1999 - Soul Tim
- 1999 - Inesquecível
- 2000 - Pérolas: Tim Maia
- 2001 - Tim Maia pra Sempre
- 2001 - Warner 25 Anos
- 2001 - Tim Maia Para Sempre
- 2002 - Série Identidade
- 2002 - Tim Maia Canta em Inglês: These Are the Songs
- 2002 - Vou Pedir pra Você Voltar
- 2003 - Forró do Brasil
- 2004 - Soul Tim: Duetos
- 2004 - A Arte de Tim Maia
- 2004 - I Love MPB
- 2006 - Novo Millennium
- 2006 - Dançando a Noite Inteira (Jorge Ben Jor e Tim Maia)
- 2012 - World Psychedelic Classics 4: Nobody Can Live Forever: The Existential Soul of Tim Maia

## Compactos

#### Compactos simples
| Ano  | Compacto | Álbum                        |
| ---- | --- | ---------------------------- |
| 1968 | Sentimento / Meu País |                              |
| 1968 | What Do You Want to Bet / These Are the Songs                                                                                |                              |
| 1969 | Jurema / Primavera (Vai Chuva)                                                                                               | Tim Maia                     |
| 1971 | Chocolate / Paz |                              |
| 1973 | Réu Confesso / Do Your Thing, Behave Yourself                                                                                | Tim Maia                     |
| 1976 | Ela Partiu |                              |
| 1978 | Sossego / A fim de Voltar | Disco Club                   |
| 1978 | Acenda o Farol / Vitória Régia Estou Contigo e não Abro                                                                      | Disco Club                   |
| 1978 | Acenda o Farol / Se me Lembro Faz Doer                                                                                       | Disco Club                   |
| 1978 | Murmúrio / Sossego | Disco Club                   |
| 1978 | Pais e Filhos / A fim de Voltar                                                                                              | Disco Club                   |
| 1979 | Boogie Esperto / Vou com Gás                                                                                                 | Reencontro                   |
| 1979 | Reencontro / Reencontro | Reencontro                   |
| 1980 | Nosso Adeus / Tudo Vai Mudar                                                                                                 | Tim Maia                     |
| 1981 | Vê se Decide / Você É a Estrela do meu Show                                                                                  |                              |
| 1981 | Amiga / Do Leme ao Pontal |                              |
| 1984 | Olá (Emoções) / Brilho E Grandeza                                                                                            | O Descobridor dos Sete Mares |
| 1984 | Sufocante / Sufocante | Sufocante                    |
| 1984 | Bons Momentos / Bons Momentos                                                                                                | Sufocante                    |
| 1984 | Leva / Leva | Tim Maia                     |
| 1985 | Bem-Vinda / Bem-Vinda | Tim Maia                     |
| 1986 | Pede a Ela / Bem-Vinda | Tim Maia                     |
| 1986 | Uma Estrela a Mais / Uma Estrela a Mais                                                                                      | Tim Maia                     |
| 1986 | Telefone / Telefone | Tim Maia                     |
| 1986 | Pudera / Do Leme ao Pontal (Tomo Guaraná, Suco de Cajú, Goiabada para Sobremesa)                                             | Tim Maia                     |
| 1987 | Vê se Decide / Brilho | Tim Maia                     |
| 1987 | Onde Está Você / Onde Está Você                                                                                              | Somos América                |
| 1988 | Amigo Verdadeiro / Somos América                                                                                             | Somos América                |
| 1988 | Carinhos / Carinhos | Carinhos                     |
| 1989 | Rodesia (Zimbabwe) / Acenda o Farol                                                                                          | Dance Bem                    |
| 1999 | Gostava Tanto De Você (Digital Tracks Remix)                                                                                 | Festa da Música 3            |
| 2000 | I Wanna Dance (Cadê o Retorno) (Versão Rádio) / I Wanna Dance (Cadê o Retorno) (Versão Club Mix)                             | Soul Tim: Duetos             |
| 2002 | Gostava Tanto De Você (Memê's Liquid Kitchen Experience) / Gostava Tanto De Você (Extended Memê's Liquid Kitchen Experience) | A Festa do Tim Maia          |
| 2014 | Carolina, Carol Bela / É Necessário                                                                                          |                              |

#### Compactos duplos
| Ano  | Compacto                                                                                | Álbum                        |
| ---- | --------------------------------------------------------------------------------------- | ---------------------------- |
| 1971 | Azul da Cor do Mar / Coroné Antonio Bento / Risos / Primavera (Vai Chuva)               | Tim Maia                     |
| 1972 | Você / Não Quero Dinheiro (Só Quero Amar) / A Festa do Santo Reis / Salve Nossa Senhora | Tim Maia                     |
| 1973 | Idade / Canário do Reino / O Que Me Importa / Pelo Amor de Deus                         | Tim Maia                     |
| 1974 | Réu Confesso / Do Your Thing Behave Yourself / Gostava Tanto de Você / Compadre         | Tim Maia                     |
| 1975 | Imunização Racional / Rational Culture / Bom Senso / Universo em Desencanto             | Tim Maia Racional, Vol. 1    |
| 1975 | Brasil Racional / Do Nada ao Tudo / Minha Felicidade Racional / O Grão Mestre Varonil   |                              |
| 1977 | Ela Partiu / Meu Inimigos / Meu Samba Reguê / Kaçuadav                                  |                              |
| 1979 | Murmúrio / Sossego / Pais e Filhos / Se Me Lembro Faz Doer                              | Disco Club                   |
| 1979 | Lábios de Mel / Vou com Gás / Reencontro / Foi para o Seu Bem                           | Reencontro                   |
| 1984 | Me Dê Motivo / Olá (Emoções) / Neves e Parques / O Descobridor dos Sete Mares           | O Descobridor dos Sete Mares |
| 1987 | Onde Está Você / Chama Da Paixão / Mistérios Do Amor / Último Beijo                     | Somos América                |
| 1993 | Não Quero Dinheiro                                                                      |                              |

## Participações
- 1969 - A Onda É Boogaloo (álbum de Eduardo Araújo, como produtor musical)
- 1970 - Em Pleno Verão (álbum de Elis Regina, em um dueto na música "These Are the Songs")
- 1983 - Vale Tudo / Quero Ver Você Dançar (compacto de Sandra de Sá, participação na faixa "Vale Tudo")
- 1985 - Bem Bom (álbum de Gal Costa, em um dueto na música "Um Dia de Domingo")

## Tributos
- 1999 - Tributo a Tim Maia